# 博爾希夫卡 (戈羅多克區)
49°14′19″N 26°24′52″E / 49.23861°N 26.41444°E
博爾什奇夫卡（烏克蘭語：Борщівка）是位於烏克蘭西部的村莊，由赫梅利尼茨基州裡赫梅利尼茨基區的霍羅多克市鎮負責管轄。該村面積0.27平方公里，海拔高度278米，2001年人口713，人口密度每平方公里2,602.2人。